# Z-matrice
En mathématiques, une Z-matrice est une matrice carrée réelle dont les éléments extra-diagonaux sont négatifs. Ces matrices apportent des propriétés particulières aux problèmes de complémentarité linéaire.
L'opposée d'une Z-matrice est une matrice de Metzler (et réciproquement).

## Définitions
Une matrice carrée réelle {\displaystyle M\in \mathbb {R} ^{n\times n}} est une Z-matrice si tous ses éléments extra-diagonaux sont négatifs :
{\displaystyle \forall \,(i,j)\in \{1,\ldots ,n\}^{2}~{\mbox{avec}}~i\neq j~{\mbox{on a}}~M_{ij}\leqslant 0.}
Les éléments de la diagonale de {\displaystyle M} peuvent être de signe arbitraire.
On note {\displaystyle \mathbf {Z} } l'ensemble des Z-matrices d'ordre quelconque. On appelle Z-matricité la propriété d'une matrice d'appartenir à {\displaystyle \mathbf {Z} .}

## Propriété

### Complémentarité linéaire
Les Z-matrices apportent des propriétés particulières aux problèmes de complémentarité linéaire. Rappelons la définition de ces problèmes.
Pour un vecteur {\displaystyle v\in \mathbb {R} ^{n}}, la notation {\displaystyle v\geqslant 0} signifie que toutes les composantes {\displaystyle v_{i}} du vecteur sont positives. Étant donnés une matrice réelle carrée {\displaystyle M\in \mathbb {R} ^{n\times n}} et un vecteur {\displaystyle q\in \mathbb {R} ^{n}}, un problème de complémentarité linéaire consiste à trouver un vecteur {\displaystyle x\in \mathbb {R} ^{n}} tel que {\displaystyle x\geqslant 0}, {\displaystyle Mx+q\geqslant 0} et {\displaystyle x^{\!\top }(Mx+q)=0}, ce que l'on écrit de manière abrégée comme suit :
{\displaystyle {\mbox{CL}}(M,q):\qquad 0\leqslant x\perp (Mx+q)\geqslant 0.}
L'ensemble admissible de ce problème est noté
{\displaystyle {\mbox{Adm}}(M,q):=\{x\in \mathbb {R} ^{n}:x\geqslant 0,~Mx+q\geqslant 0\}.}
Z-matrice et problème de complémentarité linéaire — Pour une matrice {\displaystyle M\in \mathbb {R} ^{n\times n}}, les propriétés suivantes sont équivalentes :
1. {\displaystyle M\in \mathbf {Z} },
2. pour tout {\displaystyle q} rendant {\displaystyle \operatorname {CL} (M,q)} réalisable, {\displaystyle \operatorname {Adm} (M,q)} contient un minimum (pour l'ordre {\displaystyle \leqslant } de {\displaystyle \mathbb {R} ^{n}}) qui est solution de {\displaystyle \operatorname {CL} (M,q)}.

On déduit de ce résultat que
où {\displaystyle \mathbf {Q} _{0}} est l'ensemble des matrices {\displaystyle M} telles que {\displaystyle \operatorname {CL} (M,q)} a une solution pour tout {\displaystyle q\in \mathbb {R} ^{n}} rendant le problème de complémentarité admissible.

## Applications

### Chimie
En chimie, une Z-matrice est une représentation des atomes dans une molécule (ou bien n'importe quel système d'atomes). Plutôt que de représenter les atomes en coordonnées cartésiennes, la Z-matrix les représente en coordonnées internes, qui spécifient les positions d'atomes en termes des longueurs de liaison, angles de liaison, et angles dièdre. Par convention, quand on convertit aux coordonnées cartésiennes, le premier atome est à l'origine et le deuxième est sur l'axe z (d'où le nom « Z-matrice »). L'usage des Z-matrices est très commun dans la chimie numérique et la modélisation moléculaire, car une représentation en coordonnées internes réduit le temps de calcul.
Par exemple, le méthane, en coordonnées cartésiennes et unités des ångströms, serait représenté comme :
| C | 0,000000  | 0,000000  | 0,000000  |
| H | 0,628736  | 0,628736  | 0,628736  |
| H | -0,628736 | -0,628736 | 0,628736  |
| H | -0,628736 | 0,628736  | -0,628736 |
| H | 0,628736  | -0,628736 | -0,628736 |
La Z-matrice serait 
| C |   |          |   |          |   |           |
| H | 1 | 1,089000 |   |          |   |           |
| H | 1 | 1,089000 | 2 | 109,4710 |   |           |
| H | 1 | 1,089000 | 2 | 109,4710 | 3 | 120,0000  |
| H | 1 | 1,089000 | 2 | 109,4710 | 3 | -120,0000 |
Beaucoup moins de valeurs doivent être utilisées ; en fait, seulement la longueur de liaison entre le carbone et les hydrogènes n'est pas spécifiée par la symétrie de la molécule.